# Preludio
In musica, un preludio (dal latino praeludium) è generalmente un brano piuttosto breve, di solito senza una forma codificata, collocato all'inizio dell'esecuzione di una composizione o di una sua parte. Esso si differenzia dalla ouverture e dalla sinfonia per forma e durata.

## Musica strumentale
Un preludio strumentale era originariamente un breve brano suonato in maniera estemporanea, prima dell'esecuzione del pezzo vero e proprio. Esso si sviluppò probabilmente dalla naturale tendenza di ciascun musicista di scaldare il proprio strumento, suonando alcune note prima di iniziare. La consacrazione ad una vera e propria forma artistica, oltre che dai compositori, giunse quando gli editori iniziarono a pubblicizzare le raccolte a stampa di preludi pronti all'uso, a partire dal XVII secolo.
Nella musica barocca, il preludio è spesso abbinato ad una fuga. Per esempio, Johann Sebastian Bach compose un'opera comprendente due raccolte di preludi e fughe in tutte e ventiquattro le tonalità maggiori e minori: Il clavicembalo ben temperato.
Similmente, Šostakovič scrisse una raccolta di 24 Preludi e Fughe dopo aver in precedenza scritto 24 Preludi per pianoforte.
Tra gli altri compositori che hanno scritto dei preludi per pianoforte in tutte le 24 tonalità, troviamo Fryderyk Chopin, Charles Henri Valentin Alkan e Sergej Rachmaninov. Scrissero importanti raccolte di preludi, anche senza precisi riferimenti alla tonalità tradizionale, Claude Debussy, Aleksandr Skrjabin (autore di una raccolta di 24 preludi op.11 in tutti i toni maggiori e minori e di diverse altri quaderni non tonali) e Giacinto Scelsi. 
Caso particolare quello dei 24 preludi e fughe per due chitarre, in tutte le tonalità maggiori e minori, di Mario Castenuovo-Tedesco: Les guitarres bien tempérées.
Da notare che è stata anche utilizzata (per affinità o per contrasto) la forma postludio da compositori quali:
Alfred Schnittke, Luca Belloni, Andrea Poggiali.
Caso limite dell'utilizzo di una forma ibrida del termine è il Post-prae-ludium per Donau per tuba e Live electronics di Luigi Nono.
Per concludere, si segnala anche il termine Microludi (preludi miniaturizzati) del compositore rumeno-ungherese György Kurtág.

## Opera lirica
Nell'opera lirica il preludio è un brano strumentale collocato all'inizio dell'opera, di un atto (in questo caso denominato anche intermezzo o entr'acte) o di un quadro. In molti casi è eseguito a sipario chiuso, più raramente a sipario aperto, eventualmente abbinato ad un'azione scenica (ad esempio nel Tabarro o nell'ultima scena del Pirata).
Il preludio posto all'inizio dell'opera contiene di rado temi musicali sviluppati nel seguito della partitura  (Aida, La traviata) e comunque assolve la funzione di definirne il clima e il carattere (Lucia di Lammermoor e seconda versione di Simon Boccanegra).

In Wagner, il Vorspiel, preludio al Lohengrin, è un breve movimento basato sulle musiche del Grail. Con la sua meravigliosa strumentazione, la romantica bellezza e l'identità delle musiche susseguentemente sviluppate nel primo e terzo atto, non rappresentano un ulteriore passo avanti rispetto alla forma dell'ouverture classica, come rappresentata cinquant'anni prima da Etienne Méhul nelle interessanti ouverture all'Ariodante ed a Uthal, in cui si sente una voce provenire dal palcoscenico prima dell'apertura del sipario.
Il Vorspiel a Die Meistersinger  (I maestri cantori di Norimberga) è già piacevole di per sé. Quello del  Tristano e Isotta fu scritto dallo stesso Wagner per essere eseguito in concerto e la sua lunghezza dimostra che fu pensato per essere eseguito staccato dall'opera alla quale apparteneva. In ultimo il Vorspiel del Parsifal è una composizione pensata espressamente per l'esecuzione separata dalla sua opera. 
I quattro preludi alle opere de L'Anello del Nibelungo hanno invece la mera funzione di preparare gli spettatori all'apertura del sipario. Alcune opere, quali Falstaff di Verdi, Salomè di Richard Strauss e Tosca di Giacomo Puccini non hanno una ouverture in quanto il sipario si apre alle prime note dell'orchestra.
Nel corso del XIX secolo, la sua forma breve, poco strutturata, soppiantò poco per volta le grandi forme della sinfonia e dell'ouverture alla francese.

### Esempi di preludio nell'opera lirica
- Giuseppe Verdi, Aida
- Georges Bizet, Carmen
- Gaetano Donizetti, Lucrezia Borgia
- Pietro Mascagni, L'amico Fritz (chiamato anche preludietto)